# Francisco Bayeu y Subías
Francisco Bayeu y Subías (Saragossa, 9 de març de 1734 - Madrid, 4 d'agost de 1795) va ser un pintor aragonès, membre d'una nissaga de pintors entre els quals destaquen Ramón i Manuel.

## Biografia

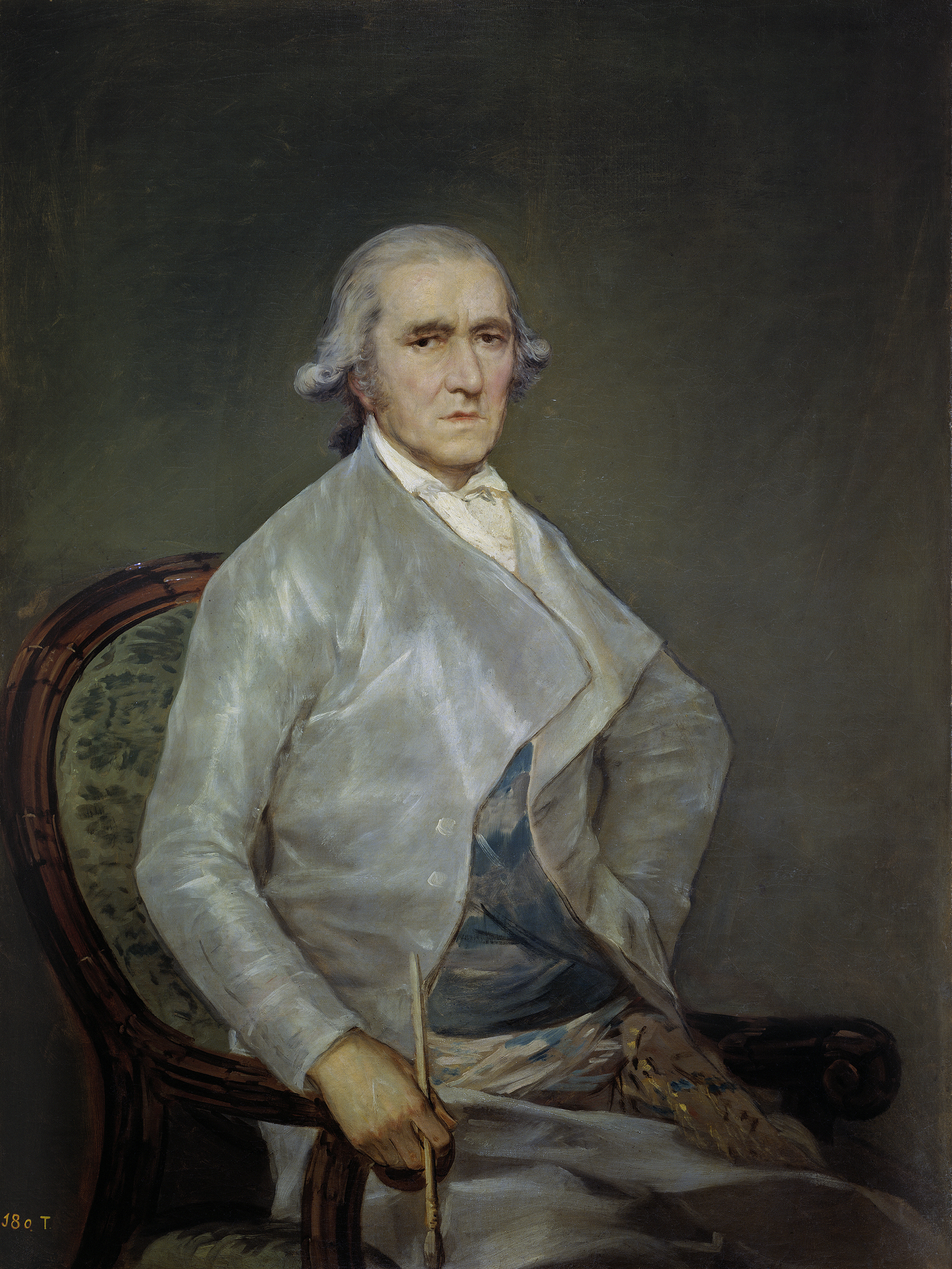
Retrat de Francisco Bayeu (1795), per Goya, Museu del Prado, Madrid.

Va néixer a Saragossa el 1734. Varen ser els seus mestres José Luzán i Antonio González Velázquez. Laureat per la Reial Acadèmia de Belles Arts de San Fernando el 1758, pintà per a esglésies i convents de Saragossa, com la cartoixa d'Aula Dei.
El 1763, Anton Raphael Mengs el va cridar a Madrid per a col·laborar en la decoració del Palacio Real. Sota la protecció de Mengs, assolí ésser l'artista més influent de Madrid. El 1767 és nomenat pintor de la cort de Carles III d'Espanya.
Junt amb els seus germans i sota la direcció de Mengs, realitzà cartrons per a la Reial Fàbrica de Tapissos de santa Bàrbara.
Protegí a Goya, introduint-lo a la cort. Goya es va casar amb la germana de Francisco Bayeu, Josefa Bayeu, el 1773.
Pintà decoracions per a diferents palaus reials i per a diverses esglésies.
El 1783 és nomenat Director de pintures per a la Reial Fàbrica de Tapissos i el 1788, Director de l'Acadèmia de belles Arts. Dedicà els seus darrers anys al retrat i morí a Madrid el 1795.

## Obra
- Pintura religiosa:

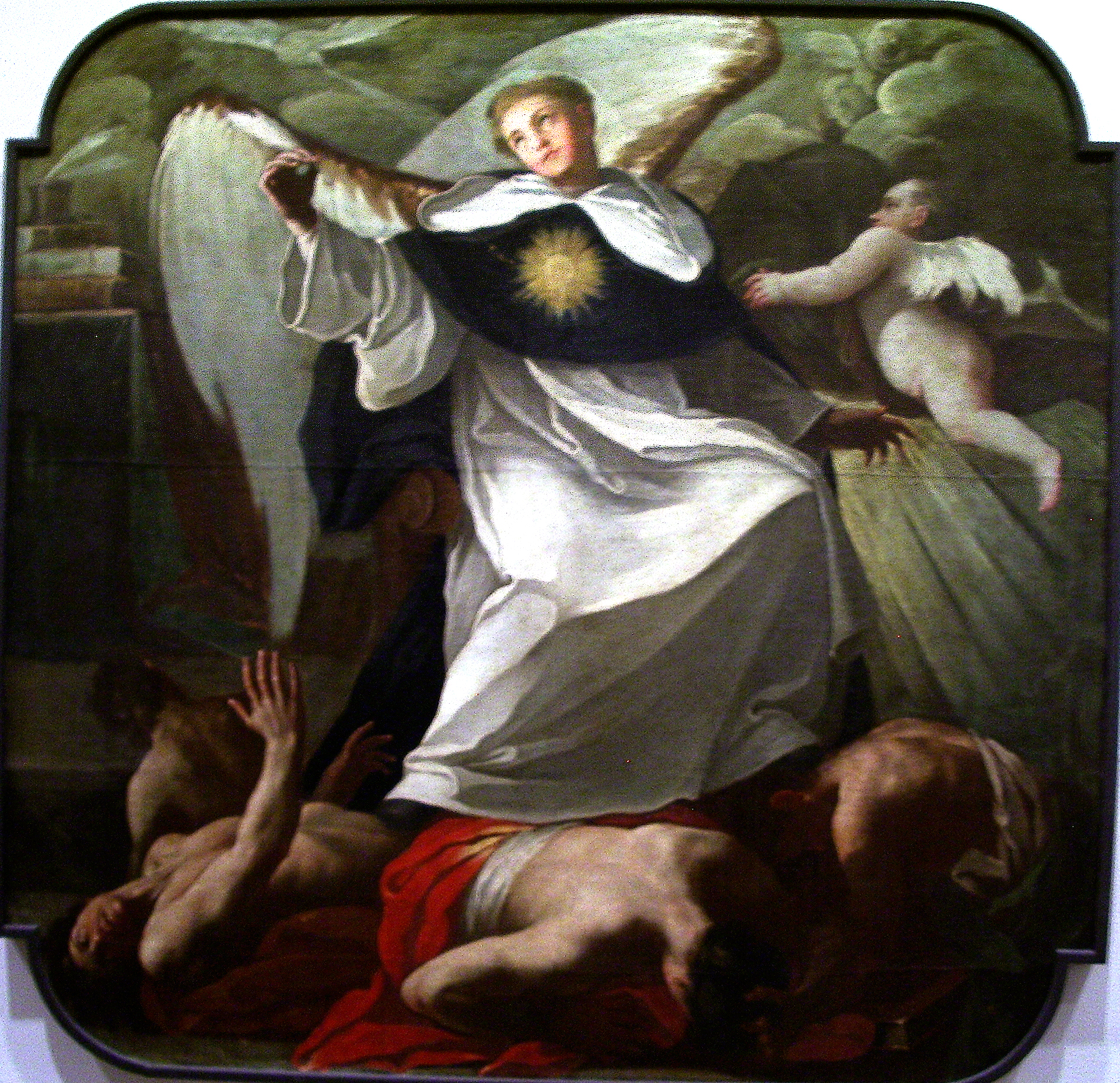
Sant Tomás d'Aquino vencent els heretges (c. 1760), Museu de Saragossa.

  - Quadres per a el Convent de San Pascual (Aranjuez), 1769.
  - La Asunción, per a l'església de Pedrola (Saragossa), 1788.
  - La Asunción, per a l'església de Valdemoro (Madrid), 1790.
  - Sagrada Familia, Museu del Prado
- Frescos murals:
  - Frescos del Palau d'Orient: la Rendición de Granada, La Caída de los Gigantes (1763); Hércules en el Olimpo (1769).
  - Cúpula del Convent de La Encarnación: La Virgen y Cristo apareciéndose a San Agustín (1765-1766).
  - Cúpula de la Colegiata de San Ildefonso (1772)
  - Cúpules en la Basílica del Pilar (1772-1780).
  - Palau del Pardo: Alegoría de la Monarquía Española en el sostre del saló d'ambaixadors (1774), Cúpula del menjdor en la Casita del Príncipe (1788).
  - Frescos del claustre de la Catedral (Toledo), 1776.
  - Palau d'Aranjuez: Capella (1778), Oratori del rei (1791)
- Retrats:
  - Retrato de Feliciana Bayeu (Museu del Prado).
  - Retrato de doña Paula Melzi (Museu d'Osca).
  - Dos autorretratos, un d'ells aproximadament de 1792.
  - Retrato de Sebastiana, esposa de l'artista (Museu de Saragossa).